# Свистун самоанський
Свистун самоанський (Pachycephala flavifrons) — вид горобцеподібних птахів родини свистунових (Pachycephalidae). Ендемік Самоа.

## Опис
Самоанські свистуни схожі на золотистих свистунів, однак у самців верхня частина тіла чорніша, лоб жовтий або білий, горло чорнувате, поцятковане жовтими або білими плямами, чорна смуга на грудях відсутня. Самиця схожа на самця, горло у неї світло-сіре.

## Поширення і екологія
Самоанські свистуни живуть в тропічних лісах, садах і на плантаціях.